# Ilse Weber
Pour les articles homonymes, voir Ilse Weber (peintre) et Weber.
Ilse Weber est une écrivaine juive et une compositrice, née Herlinger, le 11 janvier 1903 à Witkowitz près de Mährisch-Ostrau en margraviat de Moravie et morte le 6 octobre 1944 au camp d’extermination d’Auschwitz-Birkenau en Pologne

## Biographie
Ilse Weber a commencé à écrire dès l'âge de quatorze ans des contes juifs ou des petites pièces de théâtre pour enfants, publiés dans différents journaux ou revues allemands, tchèques, autrichiens et suisses. En 1930 elle a épousé Willi Weber.
Le 6 février 1942, elle est déportée de Prague au camp de concentration de Theresienstadt. Elle a travaillé là-bas comme infirmière pour les enfants. Elle a composé des chants et des mélodies pour les enfants du camp à qui elle essayait d'apprendre la guitare ou la mandoline.
Ilse Weber et son fils Tommy ont été assassinés le 6 octobre 1944 à Auschwitz.

## Œuvres
- Contes juifs
- Mendel Rosenbusch
- Das Trittrollerwettrennen et autres récits (parus entre 1927 et 1930)
- In deinen Mauern wohnt das Leid - Poèmes de Theresienstadt (publiés en 1991)